# Государственный комитет по проблемам семьи, женщин и детей Азербайджана
Государственный комитет по проблемам семьи, женщин и детей Азербайджана — государственный орган в рамках Правительства Азербайджана, осуществляющий деятельность по защите прав женщин и детей, и контроль за деятельностью неправительственных организаций, участвующих в укреплении института семьи в Азербайджане.

## История
14 января 1998 года указом Президента АР №668 был создан Государственный комитет АР по проблемам женщин. 6 февраля 2006 года комитет был преобразован в Государственный комитет по проблемам семьи, женщин и детей.
С момента своего создания комитет способствовал независимости женщин в гражданском обществе в плане добывания средств на существование в семьях без кормильца семьи.

## Структура
Комитет состоит из управления и аппарата. В управление входят 6 отделов, в том числе:
- Отдел по семейным проблемам
- Отдел по проблемам женщин и гендерным вопросам
- Отдел по проблемам с детьми
- Отдел по международным отношениям

## Правовое состояние
Азербайджан присоединился к Конвенции ООН о ликвидации всех форм дискриминации женщин в 1995 году. Азербайджан представляет в ООН периодические доклады о реализации данной конвенции.
Парламентом Азербайджана принят закон о гендерном равенстве. Цель данного закона заключается в обеспечении равных прав для мужчин и женщин во всех сферах общественной жизни и ликвидации всех форм дискриминации по признаку пола. Благодаря этому правовому, организационному и другим механизмам государство обеспечивает равное представительство мужчин и женщин в управлении и принятии решений, равенстве возможностей, гендерном равенстве и ликвидации всех форм дискриминации.
Задача предотвращения ежедневного насилия является одной из главных задач будущего. С этой целью была подготовлена Республиканская комплексная программа борьбы с насилием в демократическом обществе. Целью программы является сокращение насилия в семье и предотвращение насильственного поведения посредством специальных мер в различных сферах общественной и частной жизни населения. Создана рабочая группа для разработки закона о борьбе с бытовым насилием. Законопроект был подготовлен и представлен в Милли Меджлис.
15 мая в Азербайджане отмечается  Международный день защиты детей.

## Функции
Основными функциями Комитета являются обеспечение человеческих и гражданских прав и свобод человека, особенно женщин и детей, предотвращение нарушений этих прав в пределах своей компетенции, подготовка государственных программ в отрасли, обеспечение реализации национальных договоров, ратифицированных Республикой Азербайджан в пределах своих полномочий, реализации государственной политики семьи, изучение социальных проблем беженцев и вынужденных переселенцев (детей и женщин) и менее обеспеченных семей, и поднятие вопросов, стоящих перед соответствующими государственными органами с целью их эффективного решения, поощрение в рамках программ реализации женского предпринимательства, создание семейного сельского хозяйства, подготовка программ для получения новых профессий и повышения специализации женщин в целях реализации стратегии занятости в соответствии с государственным законодательством; решение проблем семей шехидов, семей, потерявших своих мужчин, матерей-одиночек, особенно женщин-инвалидов и детей.

### Права Комитета
Комитет имеет следующие права для выполнения своих обязанностей:
- вносить предложения по основным направлениям государственной политики в соответствующей области;

создать единую информационную систему в пределах ее полномочий;
- систематическая работа с мужчинами и женщинами для обеспечения учета гендерной проблематики;
- участвовать в разработке целей в области развития, сформулированных в Декларации тысячелетия, в рамках своей компетенции в осуществлении государственных программ по сокращению масштабов нищеты, стратегии занятости;
- обеспечивать принципы здоровой матери, здорового ребенка, изучить юридические знания в защите прав детей;
- принять меры по защите прав женщин, работающих на производстве, вместе с соответствующими органами власти, чтобы поднять вопрос перед соответствующими властями относительно принятия надлежащих мер для должностных лиц, нарушающих их права;
- подготовка проектов или проектов законов, относящихся к соответствующей области, или участие в их подготовке;
- выступить с инициативой поддержать Азербайджанскую Республику в соответствующих международных соглашениях;
- просить органы государства и местного самоуправления, физических и юридических лиц в соответствующей области (областях) и получать от них такую информацию (документы);
- привлекать независимых экспертов и специалистов к своей деятельности в порядке, установленном законом;
- организовать различные тренинги, курсы, семинары и другие мероприятия в соответствующей области;
- выпускать специальные бюллетени и другие публикации в соответствии с законодательством, создавать и использовать веб-сайт;
- вносить предложения по привлечению инвестиций в соответствующую область в пределах их полномочий.

### Обязанности Комитета
- обеспечить осуществление прав и свобод человека и гражданина, в частности прав детей и женщин, находящихся в их компетенции, и предотвращать их нарушение;
- осуществлять нормативное регулирование, относящееся к его компетенции, законодательством в соответствующей области;

участвовать в разработке проектов государственных программ в соответствующей области;
- обеспечить реализацию государственных программ и концепций развития в пределах их компетенции;
- связывание деятельности других органов исполнительной власти с соответствующей областью;
- обеспечить выполнение международных соглашений, стороной которых является Азербайджанская Республика;
- изучать социальные проблемы беженцев и внутренне перемещенных лиц, детей и уязвимых семей и поднимать вопросы перед соответствующими государственными органами;
- предоставление консультаций по основам современного управления и рыночной экономики, предпринимательской деятельности женщин и консультации с соответствующими государственными учреждениями в области установления семейного хозяйства;
- для подготовки проектов с целью поощрения разнообразных профессий и профессионального развития женщин в соответствии с государственной политикой в осуществлении стратегии в области занятости и обеспечения совместной деятельности с соответствующими организациями;
- с учетом передовой международной практики, применения современных научных достижений в соответствующей области, а также проведения и проведения научно-исследовательской работы;
- обеспечить эффективное использование бюджетных ассигнований, займов, грантов и других финансовых ресурсов, выделенных для соответствующей области;
- принимать необходимые меры для защиты государственной тайны и конфиденциальности в соответствии с законом;

обеспечивать информированность общественности о своей деятельности;
- принимать меры в пределах своей компетенции для улучшения структуры и деятельности Комитета;
- рассматривать заявления и жалобы о деятельности Комитета и принимать меры в соответствии с законодательством;

принимать меры по улучшению социальной защиты, условий труда и жизни сотрудников Комитета;
- для обеспечения надлежащего ведения бухгалтерского учета;
- выполнять другие обязанности, предусмотренные законодательством в соответствии с их деятельностью.

## Деятельность
Государственный комитет по делам семьи, женщин и детей направил во все регионы страны запросы с целью сбора общей базы данных о семейных проблемах в Азербайджане. Были собраны статистические данные. В то же время были установлены отношения с семейными НПО, изучена их деятельность, начато сотрудничество с ними.
Государственный комитет по делам семьи, женщин и детей Азербайджана тесно сотрудничает с международными и неправительственными организациями во всех направлениях.
Комитетом создана телефонная линия поддержки в связи с гендерным насилием «860». Также Комитетом поддерживается деятельность Женской горячей линии, созданной в 2022 году, и действующей по короткому номеру «116111».
1 июня 2006 года Государственный комитет по делам семьи, женщин и детей Азербайджана провел 10-дневную серию мероприятий, посвященных Международному дню защиты детей.
В тесном сотрудничестве с Альянсом НПО по правам детей комитет работал по борьбе с бытовым насилием в демократическом обществе, образовательной кампанией, проведенных среди детей, которым была необходима особая забота о предотвращении насилия, попыток самоубийства, человеческой торговли, детских преступлений, эксплуатации детского труда, ранних браков, вредных привычек, а также для получения религиозных знаний.
4 марта 2024 года Комитетом презентован проект развития молодых женщин-инженеров «Хрупкие инженеры».
Комитетом реализуется программа поддержки образования девочек.
За весь период деятельности в Комитет поступило 15 696 обращений. 3 096 обращений поступило в центры поддержки.
Комитетом реализовано 15 проектов, проведено 318 мероприятий. Комитет оказал помощь 40 735 чел.

### 2022
За 2022 год по линии «860» поступило 269 обращений. 231 звонок поступил от женщин и 38 от мужчин. Количество звонков, связанных с физическим насилием, составило 124.

### 2023
За 2023 год по линии «860» поступило 302 обращения. 185 звонков поступило из Баку, 117 — из регионов.
237 звонков поступили от женщин и 65 от мужчин.
288 обращений были связаны с психологическим насилием, 146 — с физическим насилием.
175 чел. из обратившихся подверглись насилию со стороны партнёра.
Из обратившихся 36 человек были в возрасте до 18 лет, 183 человека — от 19 до 35 лет, 71 человек — от 36 до 55 лет, 12 человек — старше 56 лет.
90 человек имели высшее образование, 191 человек — среднее, 21 человек не имел образования.
79 заявителей работали, 223 были безработными.

## Проекты
Комитетом реализуются следующие проекты:
- Помощь в образовании молодых девушек
- «Ты не один»
- Конкурс «Идея, приводящая к победе»
- От ребёнка к ребёнку
- Автобус просвещения «Мои права»
- «Ты — архитектор своей жизни»
- «Скажем нет бытовому насилию»
- «Скажем нет торговле людьми и принудительному труду»
- «Узнаем семьи»

## Председатели
- Захра Гулиева[азерб.] (14 января 1998 — 28 ноября 2005)[8]
- Хиджран Гусейнова (6 февраля 2006 — 10 марта 2020)[9]
- Бахар Мурадова (с 12 марта 2020)[10]